# موری تاکه‌شی
موری تاکه‌شی (به ژاپنی: 森 赳, Mori Takeshi)؛(۲۵ آوریل ۱۸۹۴ – ۱۵ اوت ۱۹۴۵) فرد نظامی اهل ژاپن در طی جنگ جهانی دوم بود. وی در جریان حادثه کیوجو توسط سرگرد هاتاناکا کنجی به قتل رسید.